# Intercontinental Rally Challenge

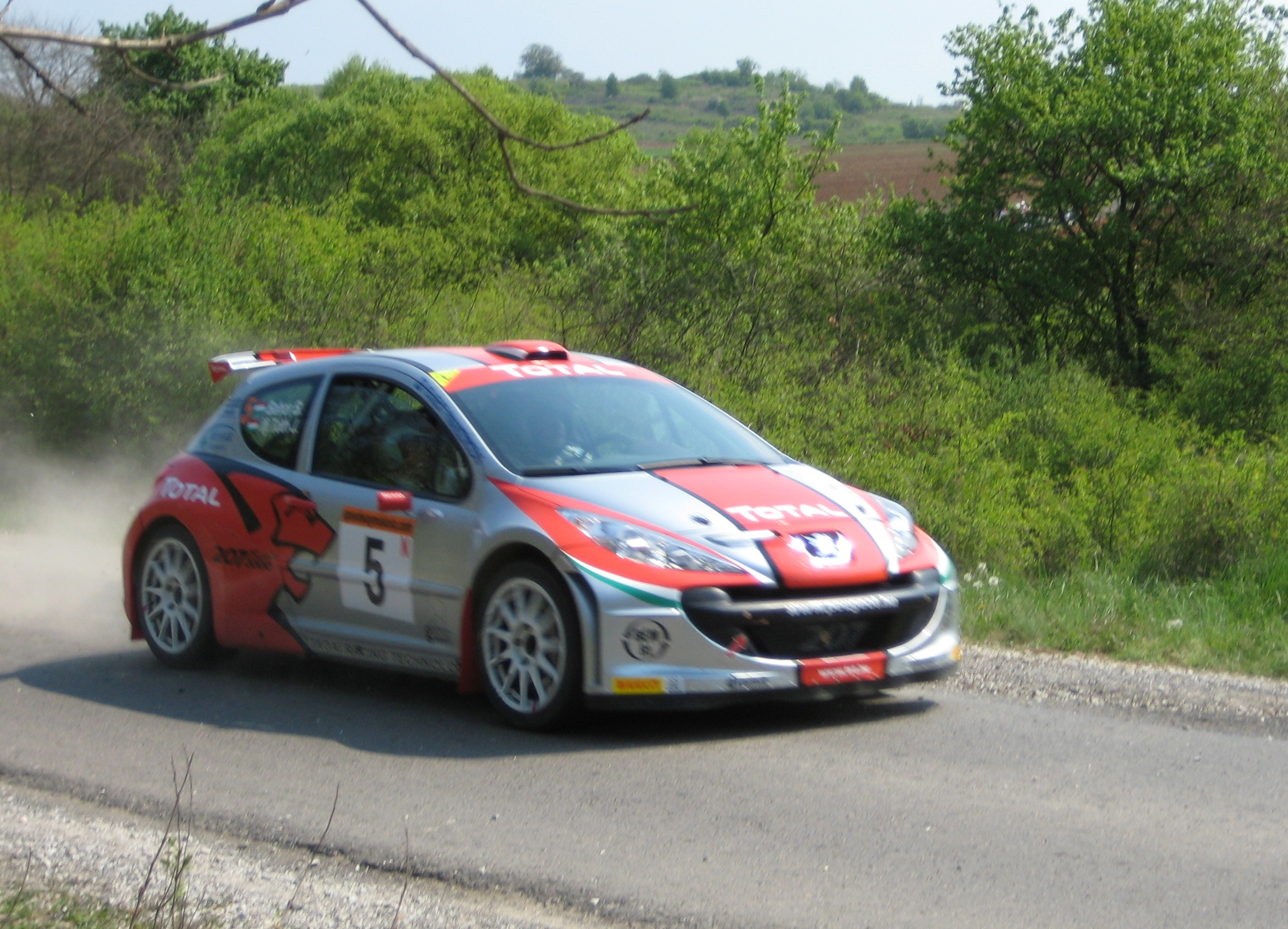
Автомобиль Peugeot 207 Super 2000

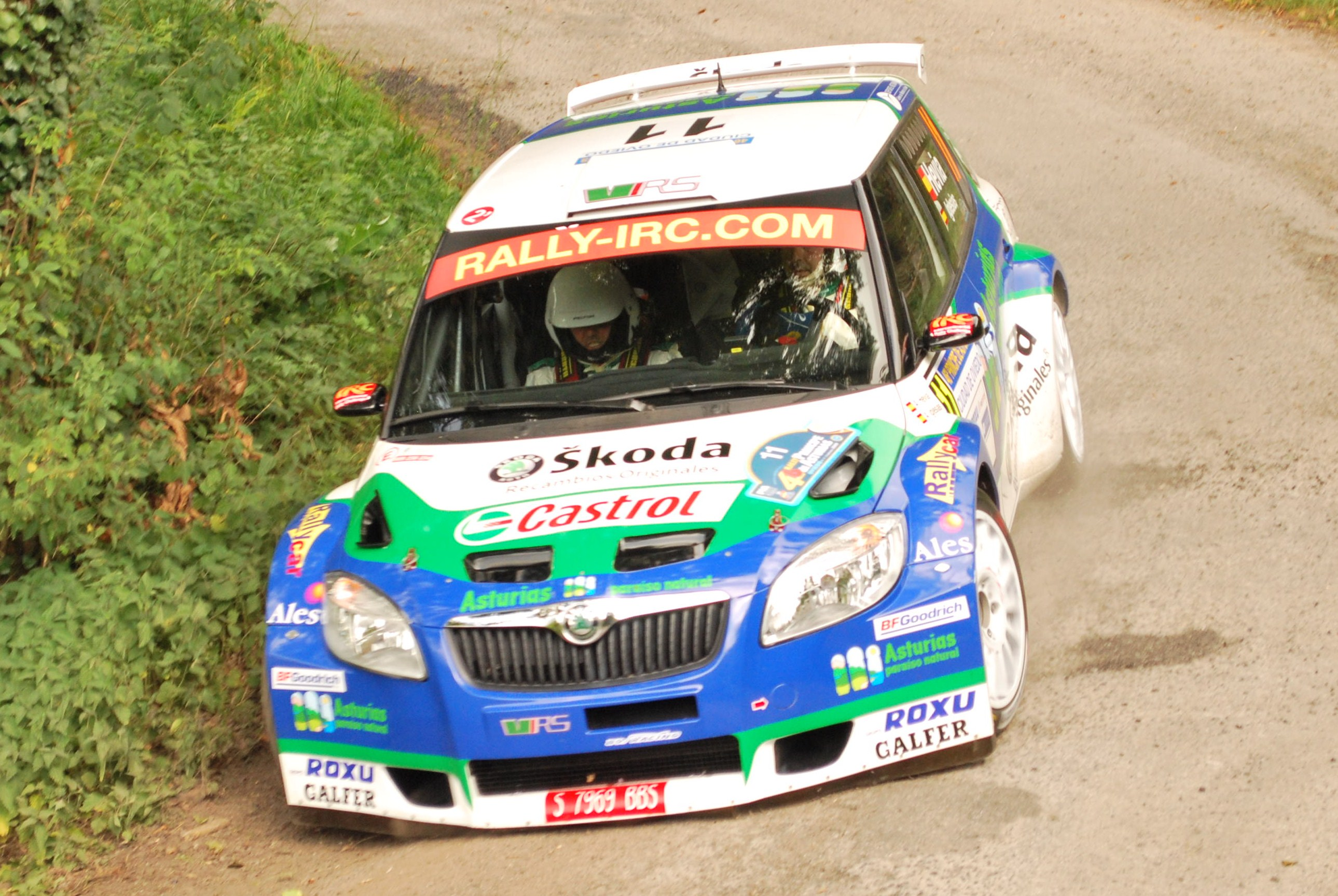
Автомобиль Škoda Fabia Super 2000

Intercontinental Rally Challenge (IRC) — гоночная серия, функционировавшая с 2006 по 2012 годы. Первоначально называлась International Rally Challenge.
К участию в соревнованиях допускались автомобили, подготовленные по группе N (включая S2000), а также по группе А (кроме сверхмощной группы А8). Спортсмены вели борьбу за победу в общем зачёте, призы по итогам этапа получали три лучших пилота, три лучших штурмана и сильнейшая команда. Этапы серии проводились по правилам национальных чемпионатов, а очки на финише могли получить все экипажи, выступающие на автомобилях официально зарегистрированных производителей.
В список представленных в IRC автомобильных концерна входили Abarth (входит в Fiat), Honda, Ralliart (входит в Mitsubishi), Proton, Peugeot, Škoda, Volkswagen и Subaru.

## Команды IRC
Abarth (Fiat Abarth Grande Punto S2000) 

Abarth - команда-производитель с длинными корнями в истории автоспорта. Итальянская компания выиграла первый этап IRC в 2007 году с Giandomenico Basso и моделью Grande Punto 2000. На Фиатах выступали Giandomenico Basso, Anton Alen, сын легендарного Markku Alen.
Peugeot (Peugeot 207 S2000) 

Peugeot - другой изготовитель с прославленным прошлым в ралли. Боевые Peugeot 207 вели в бой Николя Вуйоль, Крис Мик, Фредди Лойкс, Стефан Сарразен и другие быстрые пилоты современного ралли.
Škoda (Škoda Fabia S2000) 

У чешского производителя Skoda, недавно отпраздновавшего своё столетие, есть давние традиции выступления в автоспорте, как на кольце так и в ралли. С такими пилотами как Juho Hanninen и Jan Kopecky, Škoda достигла серьёзных успехов в IRC.
Mitsubishi (Mitsubishi Lancer Evo IX)
Японская компания была в лидерах мирового ралли на протяжении ряда лет. Mitsubishi Lancer Evolution группы N являлся одним из самых популярных автомобилей для ралли в мире, и живым доказательством связи технологий между дорожными и раллийными автомобилями.

## Чемпионы
| Год  | Пилот               | Штурман        | Автомобиль              |
| ---- | ------------------- | -------------- | ----------------------- |
| 2006 | Джандоменико Бассо  | Митиа Дотта    | Fiat Punto Abarth S2000 |
| 2007 | Энрике Гарсия-Ойеда | Жорди Барабес  | Peugeot 207 S2000       |
| 2008 | Николя Вуйе         | Николя Клинже  | Peugeot 207 S2000       |
| 2009 | Крис Мик            | Пол Нейгл      | Peugeot 207 S2000       |
| 2010 | Юхо Хяннинен        | Микко Марккула | Škoda Fabia S2000       |
| 2011 | Андреас Миккельсен  | Ола Флоне      | Škoda Fabia S2000       |
| 2012 | Андреас Миккельсен  | Ола Флоне      | Škoda Fabia S2000       |